# Чіпро (станція метро)
41°54′27″ пн. ш. 12°26′51″ сх. д. / 41.90750° пн. ш. 12.44750° сх. д.
Чіпро (італ. Cipro) — станція лінії А Римського метрополітену, відкрита 29 травня 1999 року. Станція розташована між вулицями Чіпро та Анджело Емо.
Є станцією з двома окремими тунелями, в кожному з яких знаходиться окрема платформа.
Назва станції, означає Кіпр, походить від назви вулиці, на яку вона виходить: назви декількох вулиць у цьому районі закарбували місця та людей, пов'язаних з історією Республіки Венеція та інших Морських республік.
В 1991 році муніципалітет Риму планував назвати станцію Mosca (Москва). У відповідь, станція Московського метрополітену була названа «Римська».

## Пам'ятки
Поблизу станції розташовані:
- музеї Ватикану
- Площа героїв
- Тріумфальна арка

## Пересадки
Автобуси: 31, 33, 247, 490, 492, 495, 913, 990, 990L.